# Jules Léger
Pour les articles homonymes, voir Léger.
Jules Léger, né le 4 avril 1913 à Saint-Anicet (Québec) et mort le 22 novembre 1980 à Ottawa (Ontario) à l'âge de 67 ans, est un homme d'État. Il fut le vingt-et-unième gouverneur général du Canada, de 1974 à 1979.

## Biographie
Il commence sa carrière comme journaliste au quotidien Le Droit d'Ottawa puis se dirige, après son mariage en 1938 avec Gabrielle Léger (en) (1916-1998), dans l'enseignement à l'Université d'Ottawa. En 1940, il embrasse la carrière de diplomate et occupe successivement les postes d'ambassadeur du Canada à Londres, au Mexique, en Italie (entre 1962 et 1964), puis en France (entre 1964 et 1968). Entre 1958 et 1962, il est représentant permanent du Canada à l'OTAN et compte parmi les très nombreux Canadiens disséminés alors dans l'organisation, dont Hugh Hambleton. En 1969, il est sous-secrétaire d'État, subordonné à Gérard Pelletier.
Nommé gouverneur général en 1974, il aide à redéfinir le rôle du gouverneur général du Canada. À peine est-il nommé qu'un accident cérébro-vasculaire le prive de ses forces et altère sa capacité d'élocution. Il ne s'en remet jamais entièrement mais parvient, à force de courage, à retrouver l'usage de la parole, et termine dignement son mandat.
Il est le frère cadet du cardinal Paul-Émile Léger.
L'une de ses deux filles, Francine, est décédée subitement à l'ambassade du Canada en France en 1968, pendant son mandat, ce qui peut expliquer le retour à Ottawa.